# Markus Wellauer
Markus Wellauer (* 1999) ist ein Schweizer Unihockeyspieler, der beim Nationalliga-A-Verein UHC Waldkirch-St. Gallen unter Vertrag steht.

## Karriere
Seine Anfänge im Unihockey absolvierte Wellauer bei GC Unihockey, bis er im Jahr 2009 in die Ostschweiz zu UHC Waldkirch-St. Gallen wechselte. In seiner Jugend spielte er zunächst als Flügel, ehe er zum Verteidiger eingesetzt wurde.